# ニシシマドジョウ
ニシシマドジョウ（にししまどじょう、西縞泥鰌、Cobitis sp.BIWAE type B）は、日本固有のシマドジョウの一種。学名は正式に決まっていない。以前はシマドジョウ西日本グループ2倍体型と呼ばれていた。

## 分布
本州の愛知県、岐阜県、安倍川水系以西静岡県、北部の水系を除く新潟県、長野県、富山県、石川県、福井県、滋賀県、三重県の伊勢湾流入河川、兵庫県の日本海側、鳥取県、斐伊川以東の島根県、隠岐島後。ただし、本州の福島県、奈良県、京都府、大阪府、四国の香川県にも分布するという説もある。また、富士川水系、信濃川水系の個体群は本種に含めることもあれば、ヒガシシマドジョウに含めることもある。

## 名称
地方名としては、以下の呼称が存在する。
- 分布域全域：シマドジョウ（混称）、カワドジョウ（混称）、シマドジョウ西日本グループ２倍体型
- 静岡県：カンナメドジョウ（混称）
- 岐阜県：ムギワラドジョウ（混称）、ゴリネホウ（混称）、タカノハドジョウ（混称）、カンナメ（混称）、カンナメドジョウ （混称）、ゴマドジョウ（混称）、タカノハドジャウ（混称）、ムギガラドジョウ（混称）、ムイカラドジョウ、ムギカラ、ムギカラドジョウ、ムギナ
- 長野県：ギリメ、ササドジョウ、ツルマキ、ツルマキドジョウ、ムギナ、ヤナギドジョウ
- 富山県：スナドジョウ、ムギナ
- 滋賀県：クルマドジョウ（混称）、タカノハドジョウ（混称）、タカノハドジャウ（混称）
- 島根県：スナドジョウ（混称）、スナドジャウ（混称）、スナコリン（混称）、カムドジョウ（混称）、メコドジョウ（混称）
- 隠岐：タカ

## 形態
成魚の体長は6〜7cm。3対の口髭を有し、第2口髭長は眼径より明らかに長い。各鰭の条数は、背鰭ii+7、臀鯺i+5、胸鯺i+7～8、腹鯺i+6、尾鰭8+8。体側斑紋L5は円形から楕円形の斑紋列となり、数珠状につながる個体もいる。尾には乱れた3〜4列の横帯がある。胸鰭腹鰭間筋節数は15。オス胸緒の骨質盤は、くちばし状で、第1分枝軟条の上片は太く、先端は顕著に伸びる。2倍体性種で2n=48。体長は8～12。

## 生態
河川中流域に生息する。流れがあり岸際に植生が豊富な砂礫底の場所を好む。ただし、琵琶湖では川が流入する付近で見られ、止水域でも野外では見られる例である。野外では2年以上生存すると思われるが、生活史の詳細については不明。繁殖期は5～6月。川に流れ込む細流などで産卵が行われる。砂中の小動物やデトリタスを食す。

## 利用
観賞魚や餌として全国で販売されている。
一般的に食用には向かない。

## 区別
同属のいくつかの種が同一水系に分布することがあるが、本種は口髭が長いこと、体背部の斑紋列L1が大きく円形であること、オス成魚では胸鯺の骨質盤がくちばし状であること、などの点で区別が可能である。ただし、同一水系に分布することがあるオオシマドジョウとは、模様の特徴に傾向の違いはあるものの、区別は困難。現時点では赤血球径とミトコンドリアDNAシトクロム領域塩基配列を組み合わせた区別が確実である。分布域外の同属種としてはトサシマドジョウとよく似ているが、骨盤の形態や尾鰭付け根の黒点の特徴から区別は可能である。

## 下位分類
本種は分布域が広く、遺伝的にいくつかの集団に区別できることが知られている。そのため、ここでは4つのグループを列挙した。このグループは後に亜種となる可能性がある。
- 山陰のニシシマドジョウ

分布：兵庫県の日本海側、鳥取県、斐伊川以東の島根県、隠岐島後。
尾鯺付け根の黒点は上のみが明瞭で、下は不明瞭。他のニシシマドジョウと亜種レベルで異なると考えられる。
- 琵琶湖のニシシマドジョウ

分布：琵琶湖とその流入河川および淀川。
尾鯺付け根の黒点は上下とも明瞭であり、繋がることもある。体側斑紋は縦条に近い数珠状の斑紋列となる。上の点は大きくコンマ状。また、体側の斑紋列は繋がり帯になった個体もいる。
- 北陸のニシシマドジョウ

分布：福井県、石川県、富山県、岐阜県北部、新潟県。ただし新潟県での詳しい分布は不明。
尾鯺付け根の黒点は上のみが明瞭で、下は不明瞭。体側の黒点は琵琶湖のものに比べ小さいが山陰や東海のものより大きい。
- 東海のニシシマドジョウ

分布：淀川水系を除く三重県、岐阜県南部、愛知県、長野県、安倍川水系以西静岡県。
尾鯺付け根の黒点は上のみが明瞭で、下は不明瞭。
- 甲信越のニシシマドジョウ

分布：信濃川水系、富士川水系。
ミトコンドリアDNAの特徴では本種であるが、模様の特徴ではヒガシシマドジョウである。体の地色は本種に近い。尾鰭付け根の黒点は上下ともに不明瞭である特徴はヒガシシマドジョウである。尾鰭の縞模様は本種が3～4列であるが、このグループではそれより多いこともあり、ヒガシシマドジョウの特徴に一致する。しかし、明らかにその模様の色彩が薄く、不明瞭であり、この特徴はどちらでもない。ヒガシシマドジョウの個体群の一つという見方もある。骨質盤や筋節数に関する研究はなく、研究が進めば、新種となる可能性もある。